# Association Sportive de Saint-Étienne 1971-1972
Questa voce raccoglie le informazioni riguardanti l'Association Sportive de Saint-Étienne nelle competizioni ufficiali della stagione 1971-1972.

## Maglie e sponsor
Lo sponsor tecnico per la stagione 1971-1972 è Le Coq Sportif. Non essendosi i Verts confermati campioni nazionali, dopo quattro stagioni vengono ripristinati i bordi bianchi della maglia, in sostituzione di quelli dei colori della bandiera della Francia riservati alla detentrice del titolo.
| Manica sinistra · Manica sinistra · Maglietta · Maglietta · Manica destra · Manica destra · Pantaloncini · Calzettoni |

## Rosa
| N. |                    | Ruolo | Calciatore        |
| -- | ------------------ | ----- | ----------------- |
|    | Francia (bandiera) | P     | André Castel      |
|    | Francia (bandiera) | P     | Gérard Migeon     |
|    | Francia (bandiera) | D     | Gérard Farison    |
|    | Francia (bandiera) | D     | Christian Lopez   |
|    | Francia (bandiera) | D     | Alain Merchadier  |
|    | Francia (bandiera) | D     | Georges Polny     |
|    | Francia (bandiera) | D     | Pierre Repellini  |
|    | Francia (bandiera) | D     | Daniel Sanlaville |
|    | Francia (bandiera) | C     | Georges Bereta    |
|    | Francia (bandiera) | C     | José Broissart    |

| N. |                       | Ruolo | Calciatore           |
| -- | --------------------- | ----- | -------------------- |
|    | Francia (bandiera)    | C     | Robert Herbin        |
|    | Francia (bandiera)    | C     | Aimé Jacquet         |
|    | Francia (bandiera)    | C     | Jean-Michel Larqué   |
|    | Francia (bandiera)    | C     | Christian Synaeghel  |
|    | Mali (bandiera)       | A     | Salif Keïta          |
|    | Francia (bandiera)    | A     | Patrick Parizon      |
|    | Francia (bandiera)    | A     | Patrick Revelli      |
|    | Jugoslavia (bandiera) | A     | Spasoje Samardžić    |
|    | Francia (bandiera)    | A     | Jacques Santini      |
|    | Francia (bandiera)    | A     | Christian Sarramagna |

## Risultati

### Coppa UEFA
| Arbitro: | Ortiz de Mendíbil |

|                |           |            |
| Sarramagna 85’ | Marcatori | 80’ Simmet |

| Arbitro: | Francescon |

|                        |           |             |
| Simmet 46’ Glowacz 62’ | Marcatori | 75’ Revelli |

## Statistiche

### Andamento in campionato
| Giornata  | 1  | 2  | 3  | 4 | 5 | 6 | 7 | 8 | 9 | 10 | 11 | 12 | 13 | 14 | 15 | 16 | 17 | 18 | 19 | 20 | 21 | 22 | 23 | 24 | 25 | 26 | 27 | 28 | 29 | 30 | 31 | 32 | 33 | 34 | 35 | 36 | 37 | 38 |
| --------- | -- | -- | -- | - | - | - | - | - | - | -- | -- | -- | -- | -- | -- | -- | -- | -- | -- | -- | -- | -- | -- | -- | -- | -- | -- | -- | -- | -- | -- | -- | -- | -- | -- | -- | -- | -- |
| Luogo     | C  | T  | C  | T | C | T | C | T | C | T  | C  | T  | C  | T  | C  | T  | C  | T  | T  | C  | T  | C  | T  | C  | T  | C  | T  | C  | T  | C  | T  | C  | T  | C  | T  | C  | C  | T  |
| Risultato | P  | P  | V  | V | V | V | P | V | V | P  | N  | V  | N  | N  | P  | P  | N  | V  | P  | V  | P  | P  | V  | V  | V  | V  | V  | P  | P  | V  | V  | P  | P  | V  | V  | V  | V  | P  |
| Posizione | 18 | 18 | 13 | 9 | 7 | 4 | 5 | 3 | 2 | 3  | 5  | 3  | 5  | 4  | 6  | 8  | 7  | 6  | 7  | 5  | 8  | 11 | 9  | 8  | 8  | 5  | 3  | 6  | 8  | 7  | 5  | 8  | 10 | 9  | 6  | 5  | 4  | 6  |

Fonte:  France » Ligue 1 1971/1972 » Schedule, su worldfootball.net.
Legenda:

Luogo: C = Casa; T = Trasferta. Risultato: V = Vittoria; N = Pareggio; P = Sconfitta.